# Johann Baptist Lampi el Joven
Juan Bautisya Lampi el Joven, o Johann Baptist Lampi der Jüngere, (desde 1798, Ritter von Lampi), en italiano Giovanni Battista Lampi il Giovane y en ruso Иоганн Баптист Ла́мпи Младший  (4 de marzo de 1775 – 17 de febrero de 1837), fue un pintor de ascendencia italiana, naturalizado austriaco y que mayormente trabajó el retrato.

## Biografía
Es hijo del retratista Juan Bautista von Lampi, conocido como «El Viejo», y de su esposa, Anna Maria Franchi (1745-1795). Tras recibir las primeras lecciones de su padre, le siguió a Viena en 1786, donde se matriculó en la Academia de Bellas Artes. Sus principales maestros fueron Hubert Maurer y Heinrich Friedrich Füger.
Al terminar sus estudios, en 1791, acompañó a su padre y a su hermano menor, Franz Xaver (que también era pintor), a San Petersburgo, atraído por una generosa oferta de Catalina la Grande. Allí permanecería trece años. En 1795, su obra le valió el título honorífico de «Artista Libre» de la Academia Imperial de las Artes. Dos años más tarde, los elogios recibidos por su retrato del profesor Ivan Akimov le valieron el nombramiento de «Académico».
Regresó a Viena con su mujer y su hija en 1804, para aceptar un puesto en la corte de Francisco I de Austria, que se había declarado Emperador de Austria. En 1813 fue nombrado catedrático y miembro del Consejo de la Academia de las Artes. En 1822 se hizo cargo del taller de su padre. Se dedicó principalmente al retrato, pero también realizó escenas de género y obras religiosas.
Sus obras pueden verse en la Galería Belvedere, el Museo de Viena, el Museo de Salzburgo y la Galería Tretyakov. Siguiendo la tradición familiar también ejercieron la profesión de pintor su hijo mayor, Johann Baptist Matthias (1807-1857), y su hijo Alexander Lampi (1810-1832).

## Algunas obras

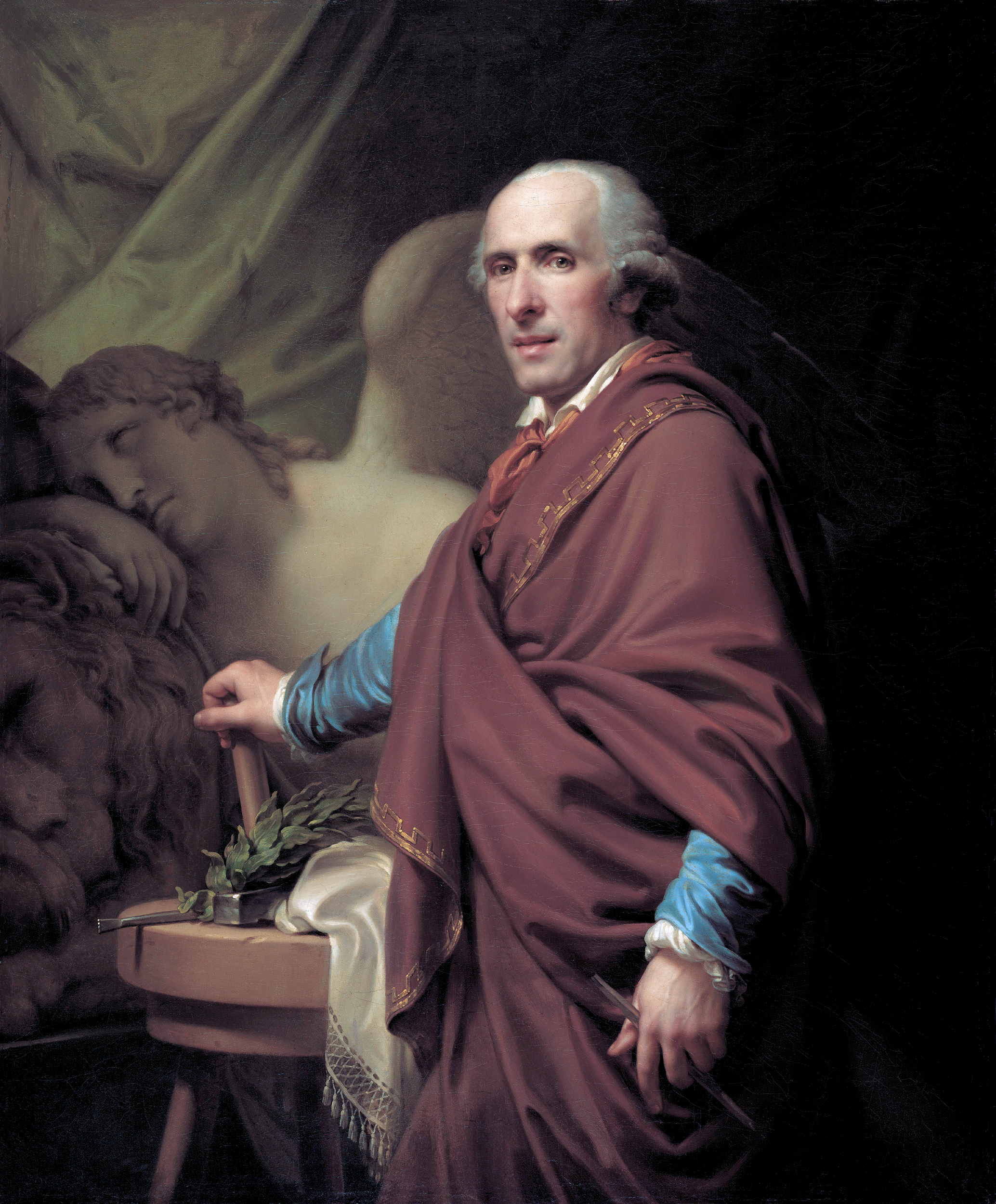
Antonio Canova
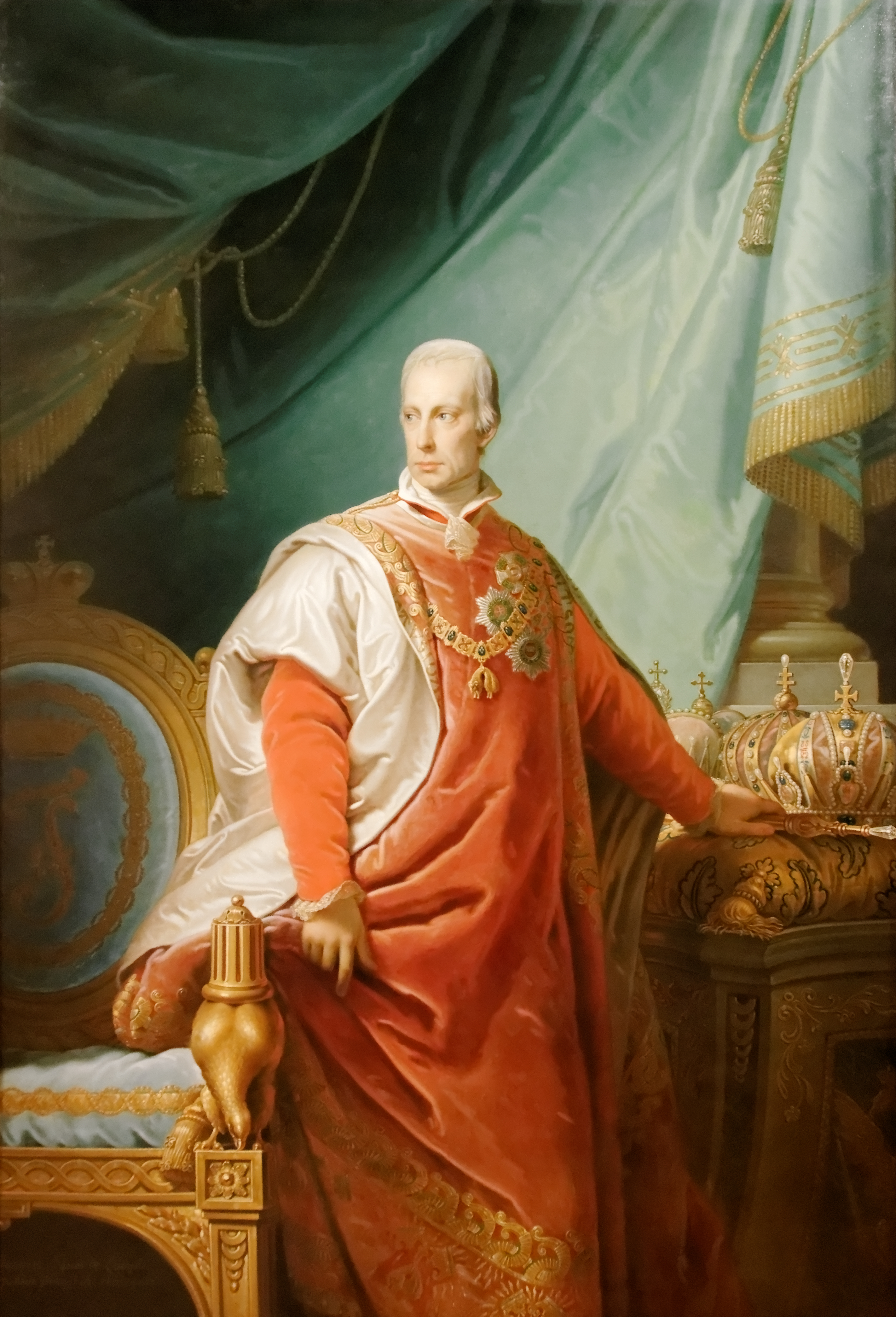
Francisco I
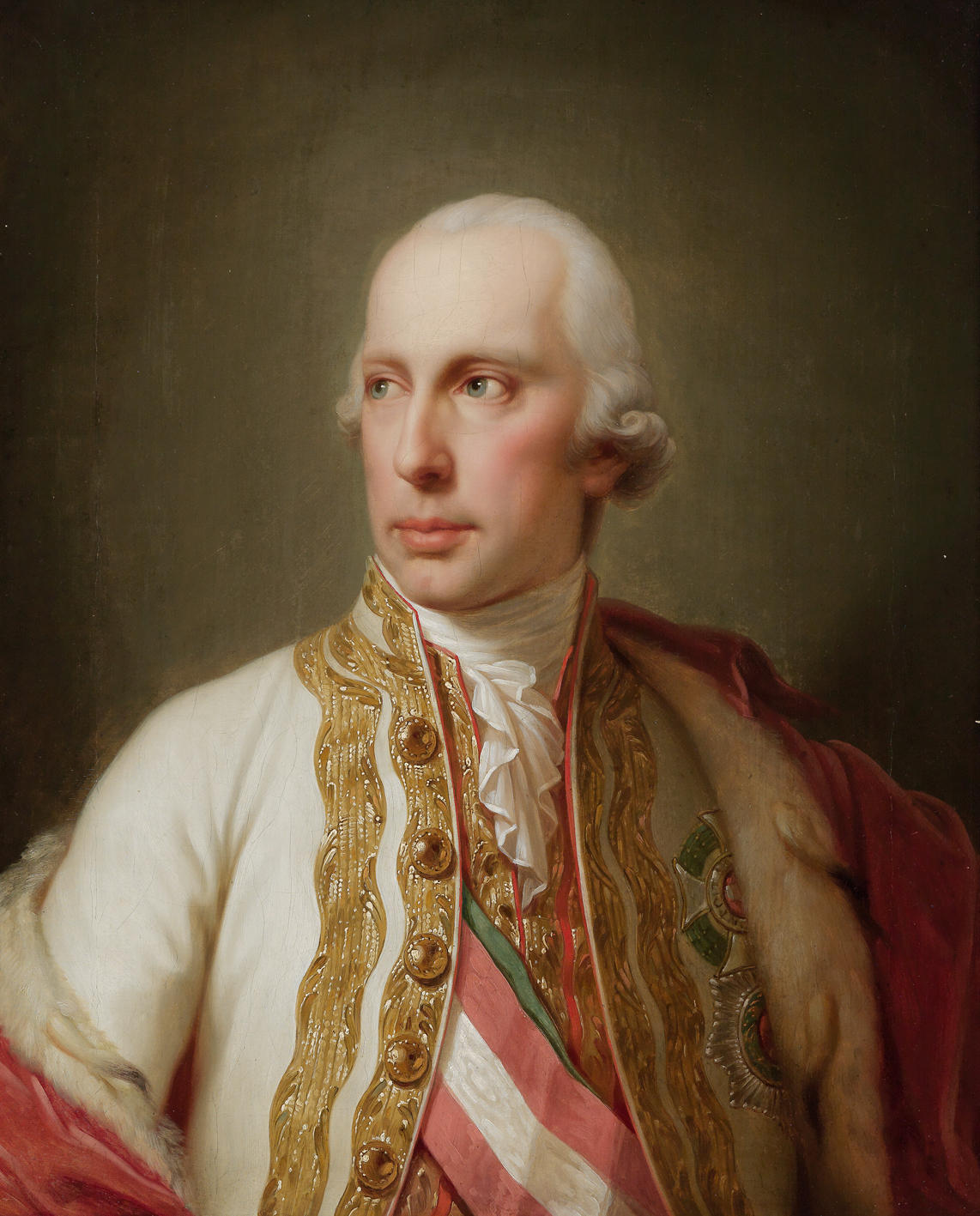
Francisco I
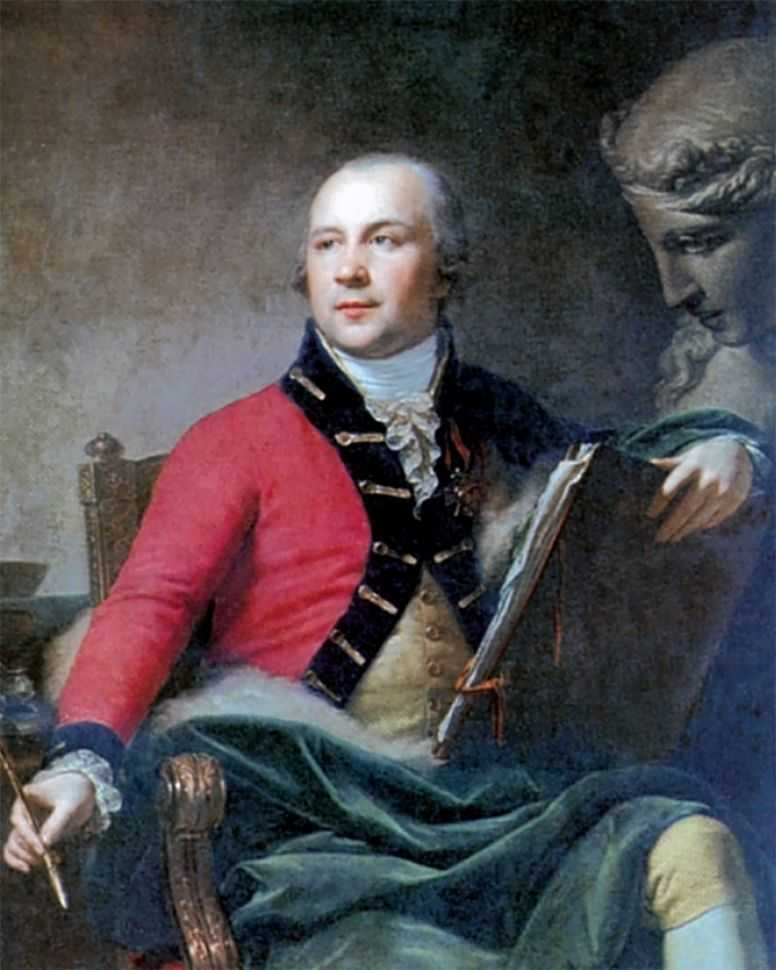
Ivan Akimov
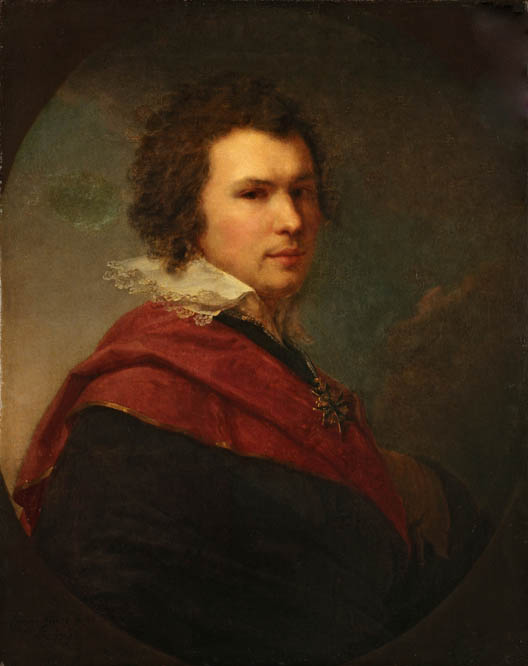
Apollon Maykov